# اما بوث
اما بوث (انگلیسی: Emma Booth (actress) (زادهٔ ۱۹۸۲) یک هنرپیشه اهل استرالیا است.
از فیلم‌های معروف او می‌توان به بازی در فیلم خدایان مصر اشاره کرد.